# Захват поезда Пелэм 1-2-3
«Захват поезда Пелэм 1-2-3» (англ. The Taking of Pelham 1-2-3) — художественный фильм 1974 года, режиссёра Джозефа Сарджента, по мотивам одноимённого романа Джона Гоуди.
Фильм дважды был переснят в 1998 году как телефильм, а в 2009 году — как художественный.

## Сюжет
Четверо вооружённых людей захватывают вагон нью-йоркского метро и берут 18 пассажиров в заложники. Они требуют предоставить им миллион долларов в течение часа, угрожая в противном случае убивать по одному заложнику за каждую минуту опоздания. Власти принимают решение удовлетворить требование террористов, так как считают, что у злоумышленников нет шансов улизнуть из подземки непойманными.

## В ролях
- Уолтер Маттау — лейтенант Закари Гарбер
- Роберт Шоу — мистер Блю [1]
- Мартин Болсам — мистер Грин [1]
- Гектор Элизондо — мистер Грей  [1]
- Эрл Хидмэн —  мистер Браун [1]
- Джеймс Бродерик — Денни Дойл, машинист поезда
- Ли Уоллес — мэр Нью-Йорка
- Дорис Робертс — заместитель мэра Уоррена ЛаСалле
- Джерри Стиллер — лейтенант Рико Патрон